# Vaucluse
Vaucluse ( fransk udtale ?) er et fransk departement i regionen Provence-Alpes-Côte d'Azur. Hovedbyen er Avignon, og departementet har 499.685 indbyggere (1999).
Der er 3 arrondissementer, 17 kantoner og 151 kommuner i Vaucluse.
- Det egentlige kildevæld i Fontaine de Vaucluse i en periode med kraftig vandføring.
- Gammel papirmølle i brug ved Fontaine de Vaucluse.